# Río Lluta
El río Lluta es un curso natural de agua que fluye en la zona norte de la Región de Arica y Parinacota, hasta desembocar en el océano Pacífico, a 4 km al norte de la ciudad de Arica. Es el río más boreal y unos de los más importantes de los que cruzan Chile desde la cordillera hasta el océano.
Algunas fuentes consideran al río Caracarani como cauce superior del río Lluta, otras distinguen entre el río Lluta y el Río Caracarani como denominan al trayecto anterior a la confluencia con el río Azufre.

## Toponimia
El topónimo "Lluta" es de origen aimara y quechua. Proviene a su vez del topónimo "Llust´a", que significa resbaloso o fangoso.

## Trayecto
El Lluta, que lleva aguas todo el año, se origina en Humapalca, a más de 3900 m s. n. m., en la confluencia de dos ríos del Altiplano. Uno es el río Caracarani, que se origina a su vez en los faldeos del volcán Tacora y que en algunas fuentes es llamado también río Lluta. El segundo es el río Azufre que se origina más al oeste del Caracarani. En su confluencia nace el Lluta que a lo largo de 36 km se dirige en dirección sudeste. Aún en esa dirección, el Lluta recibe a su principal afluente que proviene de la quebrada Allane, a veces llamada río Colpitas, con la que se ha reunido poco antes de ingresar al Lluta. Luego comienza lentamente a girar en dirección al oeste. El río, al descender hacia el valle de Lluta, comienza a internarse en un cañón excavado por el cauce en tobas riolíticas y otros sedimentos poco cohesionados.
A la altura de Socoroma, el Lluta gira en franca dirección al oeste y luego comienza a ensancharse al salir del cañón. Desde Chironta, a más de 70 km de distancia del mar, se inician los primeros cultivos agrícolas de gran importancia para el consumo de los habitantes de la zona. Finalmente, el Lluta desemboca en un estuario junto a una extensa playa a escasos km de Arica, cercano a Villa Frontera.
La cuenca del río Lluta es considerada en Perú como internacional. Sin embargo, ni Hans Niemeyer ni la Dirección General de Aguas de Chile mencionan ríos provenientes del otro lado de la frontera en sus informes sobre la hoya.

## Caudal y régimen
Las estaciones fluviométricas correspondientes al río Lluta presentan un mismo régimen hidrológico con pequeñas variaciones. Los caudales medidos dependen muy fuertemente de las lluvias estivales altiplánicas, invierno altiplánico de enero y febrero, siendo ésta la principal causa para los aumentos de caudal en los meses de verano. Los deshielos se manifiestan en el ligero aumento de caudal del mes de diciembre, presente en algunas estaciones. Se aprecia una ligera influencia de precipitaciones en invierno en la quebrada Colpitas.
|  | {\displaystyle {\overline {Q}}} |

## Historia
Los primeros asentamientos humanos de que se tiene noticia en la zona fueron los de la Cultura Chinchorro, que se desarrolló a partir de 7000 A.d. C. a lo largo de la costa, especialmente en las desembocaduras de los ríos San José y Lluta. Su origen no está determinado aún, pero se considera probable que hayan llegado desde el Altiplano a través de los valles que llevan agua desde la cordillera al mar en dos o tres días de camino.: 49 
Luis Risopatrón lo describe en su Diccionario jeográfico de Chile (1924):: 494 
Lluta (Río). Es formado por varios ríos de importancia, entre los que se cuenta el el de Azufre que pone salobre sus aguas, corre hacia el S i enseguida al SW, en un valle encajonado entre lomas de 400 i más metros de altura, en gran parte sembrado de alfalfa i maiz, con multitud de sauces i molles i en el que se hace la engorda de animales vacunos; desemboca en el mar en Chacalluta entre llanos unidos de cascajo fino azulejo. Las cabeceras de la quebrada son fértiles i se hallan bien esplotadas, en la parte inferior disminuye la altura de las lomas que la forman i se encuentran muchos pantanos que se deben a la impermeabilidad parcial del terreno. Su largo total alcanza a 105 kilómetros, tiene unos 3000 km² de hoya hidrográfica i su caudal medio es de 2,5 m³ de agua por segundo.

### Acuerdo de Charaña
El acuerdo de Charaña (1975), que preveía entregar a Bolivia una franja de 10 km al sur de la frontera con Perú, consideraba hacer del río Lluta un río compartido con Bolivia.

### Ferrocarril Arica-La Paz

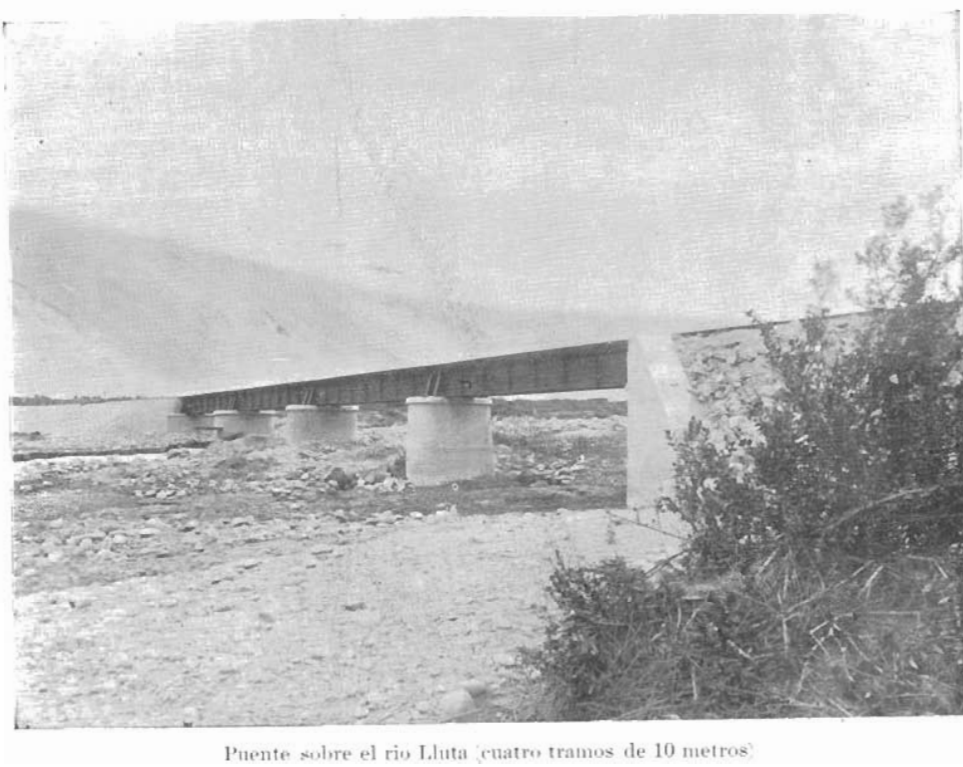
Puente del ferrocarril Arica-La Paz sobre el río Lluta.

El ferrocarril fue construido en virtud del Tratado de 1904 entre Chile y Bolivia y en la parte chilena sigue aproximadamente el lecho del río Lluta, a veces cruzandolo o alejandose según eran los trayectos más apropiados para subir la cordillera.

## Población, economía y ecología
Poblados
El río Lluta bordea 33 asentamientos humanos a lo largo de su trayecto por las comunas de Putre, General Lagos y Arica, y es Putre el más importante de ellos, con casi 2000 habitantes (1200 en el límite urbano).

### Calidad del agua
El informe de la Dirección General de Aguas sobre la Cuenca del río Lluta afirma que "En general, la calidad natural del río es clasificada como de regular a mala calidad, donde exceden la clase de excepción los metales como el boro, arsénico, oxígeno disuelto, pH, cobre, aluminio, hierro, cromo, manganeso, conductividad eléctrica, sulfatos, zinc, cloruros y plomo." y continúa más adelante con "Como conclusión general puede afirmarse que el río Lluta y sus tributarios principales tiene una contaminación predominantemente de origen natural en que predominan altos valores de boro, arsénico, compuestos inorgánicos y metales debido a la presencia de salares, suelos salinos y bajas precipitaciones que no le permiten una dilución de los contaminantes aguas abajo concentrándose debido a la alta evaporación sufrida en el segmento.": 86 